# 四渡赤水
四渡赤水是中国共产党指挥的中国工农红军在长征过程中经历的一次转折性战役，發生於1935年1月19日-3月22日。红军穿插于国军重兵集团之间，从而调动和迷惑国军。当发现国军的弱点时，红军立即抓住有利战机，集中兵力，歼对方一部，牢牢地掌握战场的主动权，毛泽东十大军事原则相当程度上参考此次战役。

## 背景
红军在第五次反围剿失败后，被迫撤出以瑞金为中心的中央苏区西迁，由于李德的重大战略失误，中央红军在强渡湘江时，损失极大，部队从8万5000人下降到3万人。中央红军随后选择了国军兵力较弱的贵州，进入贵州并占领遵义后，召开了遵义会议，撤消了三人团中李德的军事指挥权，成立了“前敌委员会”掌握军事指挥权，选举任命朱德为前敌委员会司令，毛泽东被选为政委。由于红军在湘江战役遭遇惨痛损失，普遍希望能有一场比较大的胜利。1月19日，中革军委（军委主席朱德）发布《关于渡江的作战计划》，决定进入四川与红四方面军协同作战:88。
而国民革命军方面，为阻止中央红军北进四川同红四方面军会合，或向东进入湖南同红2、红6军团会合，蒋介石派出以湘鄂两省国军各一部围攻红2、红6军团，以川陕两省军队各一部对付红四方面军外，调集148个团的重兵进逼遵义地区，意图在乌江西北、川黔边境围歼中央红军。1月中旬，追剿军前敌总指挥薛岳兵团的2个纵队8个多师，尾追中央红军进入贵州，并相继控制了贵阳、息烽、清镇等地后继续北上，先头进到乌江南岸。黔军王家烈两个师向刀靶水、滥板凳进攻，1个师向湄潭进攻；川军刘湘部10多个旅，以潘文华为总指挥，分路向川南集中，其中两旅已进抵松坎以北地区；湘军何键部4个师位于川湘黔边境的酉阳、秀山、松桃、铜仁一线修筑堡垒，阻止红军东进；滇军3个旅向西北贵州毕节地区开进；桂军两个师已进到贵州独山、都匀一带。此外上官云相部2个师正由河南向南朝四川万县、重庆开进，随时准备参加对中央红军作战。

## 经过

### 一渡赤水

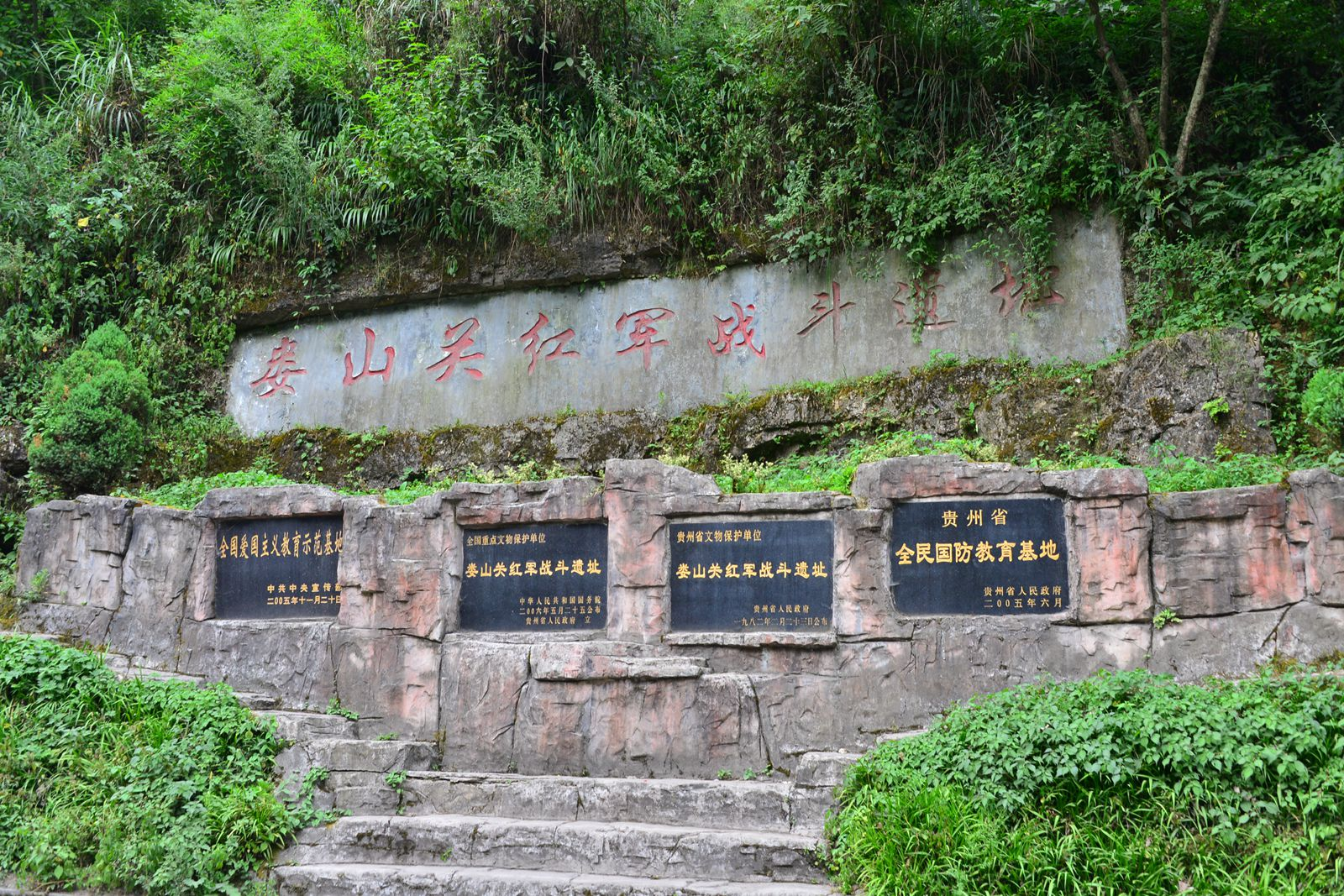
娄山关红军战斗遗址

1月19日，中革军委发布《关于渡江的作战计划》，决定进入四川与红四方面军协同作战:88。同日，红军分三路向土城方向前进，1月24日，右纵队红一军团（军团长林彪、政委聂荣臻）占领土城，先头红一师（师长李聚奎）占领赤水东南的旺隆场、复兴场；左纵队红三军团（军团长彭德怀、政委杨尚昆）进占土城东南的回龙场、临江场、周家场等地；中纵队红五军团（军团长董振堂、政委李卓然）、红九军团（军团长罗炳辉）攻占三元场、习水。
红军大举入川危及刘湘地位，为自身安危计，刘湘派出精锐模范师南下，由郭勋祺旅、潘佐旅向土城进攻。1月25日，红军军委纵队抵达东皇殿，与郭勋祺旅（抵达温水）只有一日路程。1月27日，军委抵达土城，经过情报发现川军的这两个旅只有四个团，促使毛泽东下决心，趁薛岳部仍在乌江南岸，可以集中兵力消灭川军的两个旅。1月27日，军委决定以红一军团、红九军团各一部阻击赤水、习水南进的川军，集中红三、红五军团、干部团，由彭德怀统一指挥，围歼川军两个旅。同时调红一军团北进赤水，为下一步北渡长江奠定基础。1月28日，红三、红五军团对枫村坝、青杠坡的川军郭勋祺部队发起进攻。
但战斗打响后，红军发现郭勋祺部战斗力很强，川军迅速占领制高点。几次拉锯战中，红军始终无法占领川军阵地。而潘佐旅迅速赶到，与郭勋祺旅合兵，并反突破红五军团部分阵地，逼近土城镇，一度攻入中革军委指挥所山下。红军方才发觉情报有误，川军实际有六个团一万余人，并且战斗力很强。为争取胜利，朱德总司令抵达红五军团指挥所指挥反击。毛泽东则下令投入干部团（团长陈赓），并成功击退川军。激战一日，双方损失惨重:89。此战红军伤亡高达4000多人，夺取赤水县和渡江的计划均未能实现。红一军团回头打退了川军才稳住了阵脚。红一军团作为开路先锋为夺取赤水城，以及后来的回援土城，在赤水河往返渡河四次。然而川军模范师第3旅、教导师第2旅陆续增援到位，毛泽东认为再坚持下去会成为僵持战，于是决定立即撤退战斗，西渡赤水。
1月29日，红军兵分三路，从猿猴场、土城上下渡口等地向西一渡赤水，进入川南地区:55。中革军委没有放弃北上与红四方面军会合的计划，打算经古蔺南部寻机从宜宾以上的金沙江渡江北上。红军后卫部队在赔偿征用的百姓船只后，烧毁浮桥，迫使川军暂时无法渡江追击。红军在进入四川古蔺县境内后，发现北渡长江的方案很难实现。刘湘为阻中央红军入川，令潘文华部设置两道防线，并派其他部队围聚川南。2月2日，蒋介石则重新部署方案，整合中央军、滇军、黔军组成第二路军向川南地区推进。2月3日，中革军委更改进军方案，转为急行军向云南扎西前进。同日红一军团率先进入滇境。
2月5日，红军进抵贵州毕节林口镇鸡鸣三省村，在这里召开中共中央政治局会议:135。张闻天取代博古担任中共中央总书记:433，在常委分工中负总的责任。2月8日，中央红军各部陆续抵达云南扎西地区，召开扎西会议，确定做出机动作战方案。2月10日，中革军委整编部队为十六个团:93。与此同时，中共中央以红五师（政委徐策）、干部团上干队（政委余鸿泽）等组成中共川南特委，并抽调成立川南游击纵队。此时，蒋介石得知中央红军在云南扎西集结情况后，命令吴奇伟、周浑元、孙渡等部队协同川军试图聚歼中央红军:91。

### 二渡赤水

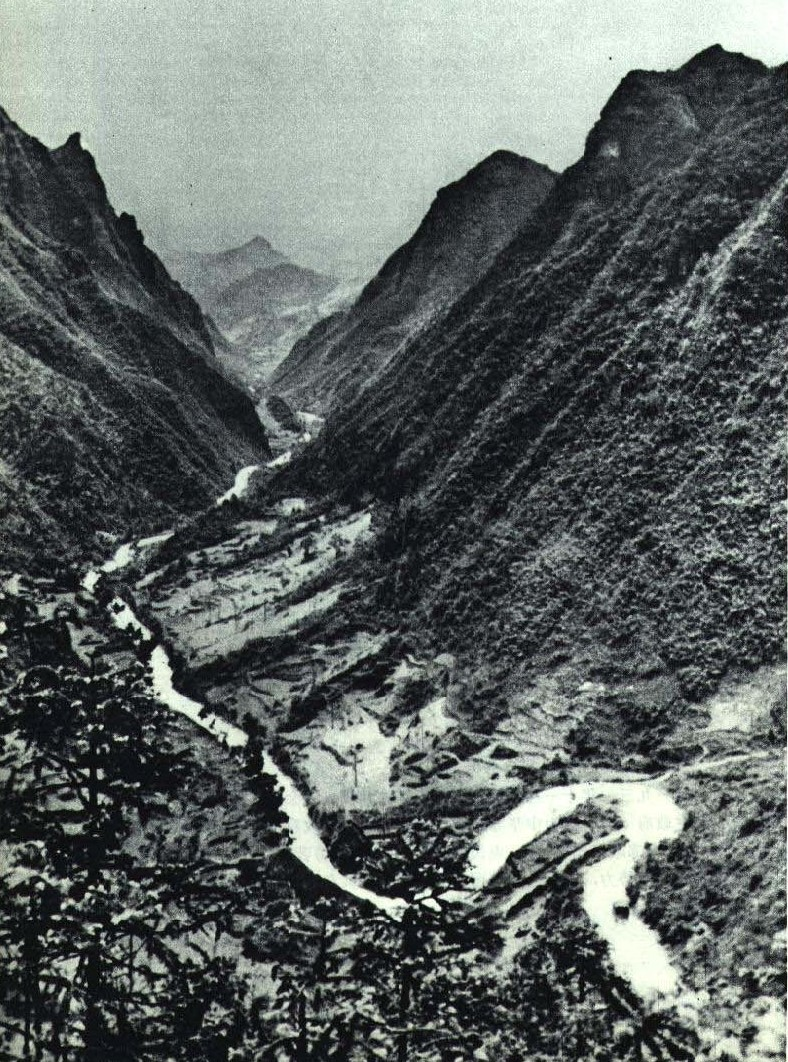
1967年的娄山关

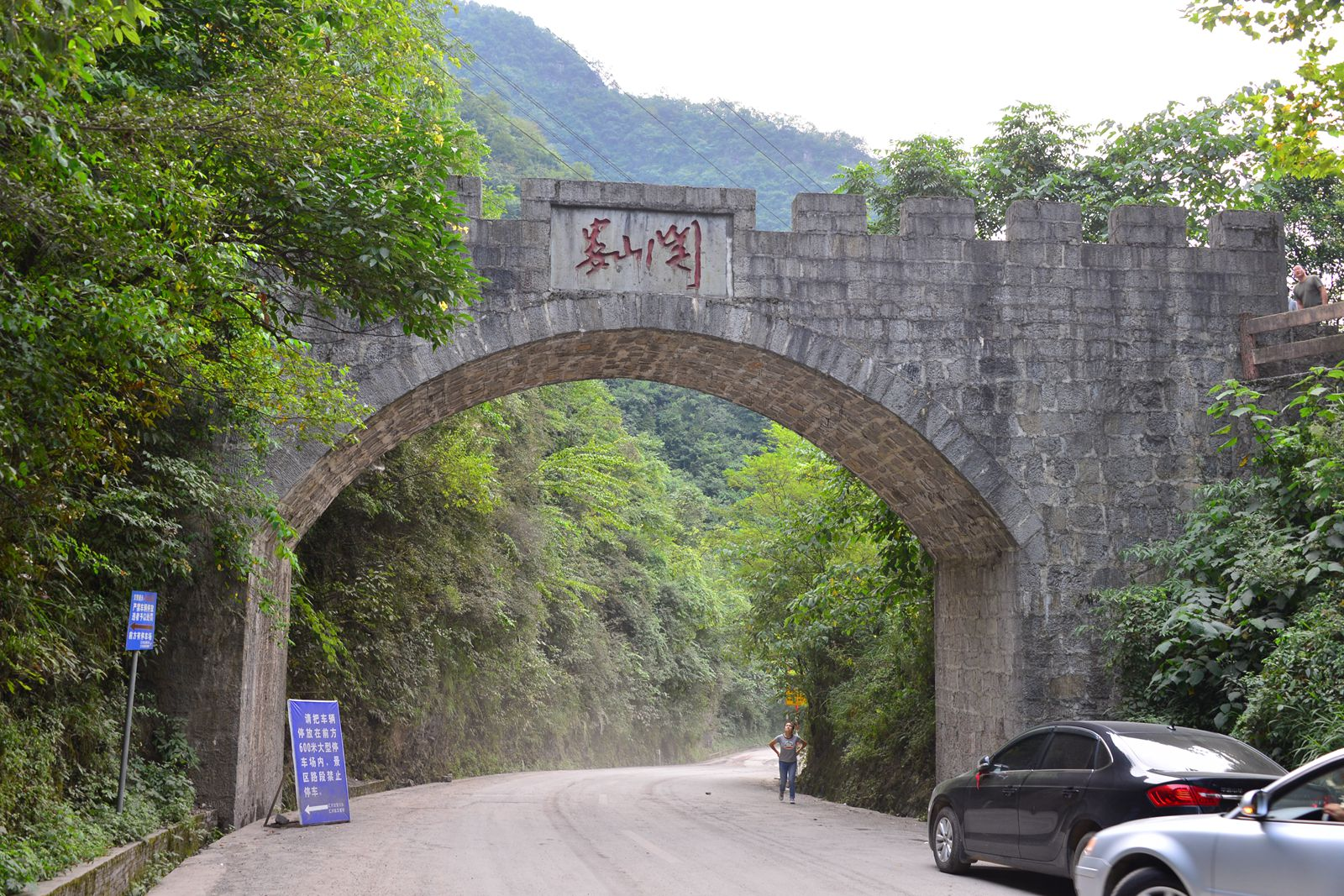
如今的娄山关

时值寒冬，云南扎西并不适合大军长期驻扎。2月10日，毛泽东建议利用黔北防务空虚、黔军王家烈部已遭重创，建议向東二渡赤水、重占遵义:94。中共中央和中央军委决定迅速跳出包围圈、迅速摆脱川军、滇军和中央军的追击，并发出《告全体红色指战员书》，暂时放弃北渡长江计划，改在云贵川创立根据地。2月11日，中央军委各军团开始东进。红五军团、红九军团担任佯攻任务，改入镇雄县对滇军鲁道源部发动攻击，迫使滇军孙渡亲率龚顺璧旅增援。2月18日，中央红军主力红一军团前卫第二师（师长陈光、政委刘亚楼）抵达太平渡渡口，由于黔军对红军回攻毫无准备，红二师顺利控制两岸；红三军团的红十二团（团长姚喆、政委钟赤兵）、十三团（团长彭雪枫、政委李干辉）抵达二郎滩渡口，迅速渡河并控制两岸。2月20日，中央红军全部渡过赤水河进入黔北，红三军团为右纵队、红一军团为左纵队，向桐梓方向急行军。2月24日，红一军团红一团（团长杨得志、政委黎林）攻占桐梓县城。
红军回师黔北打乱了国军的部署。川军潘文华部三个旅转向东追击，贵州王家烈将遵义附近全部黔军转移娄山关，以阻击红军进入遵义。薛岳调中央军吴奇伟纵队第59、93师由贵阳向遵义进军。红军则调红五军团第37团（团长李屏仁、政委谢良）指挥迷惑川军到温水，促使后者延误四日战机。红军主力则全力向遵义进攻，并抵达遵义屏障娄山关。黔军派出第1旅旅长杜肇华率领全旅及第15团死守娄山关，等待中央军吴奇伟纵队:341-342。而红军则派出红三军团主攻，红一军团随后跟进，统一由彭德怀、杨尚昆指挥。红五、九军团则在桐梓一线阻击南下川军。
2月25日，红十三团在彭雪枫、李干辉指挥下，仰仗主峰点余山与黔军展开拉锯战，迫使黔军退守黑神庙一线:341-342。彭德怀调整部署，令红十二团正面作战，红十三团、十团从左右两侧迂回；红十一团远程奔袭板桥，切断黔军退路，令黔军防线动摇。红三军团主力趁势猛攻，黔军溃败:95。
娄山关战斗后，遵义城已无防线。此时，吴奇伟纵队的第59、93师已经渡过乌江，正向刀靶水推进。中央红军决定先一步进占遵义，并令红一、三军团全力实行迂回。26日、27日，红军分别攻破黔军外围防线，直抵遵义城。27日黄昏，红军攻入遵义新城。而在转攻遵义老城前准备时，红三军团参谋长邓萍亲自观测部署，被流弹击中牺牲，叶剑英随即接任红三军团参谋长:96。当晚，红十二团、十三团担任主攻。红十三团1连连长邹方迪率先排人梯，并向城内投掷手榴弹，迫使黔军在混乱中开始交战。28日凌晨，红军彻底占领遵义老城:282，并控制城南老鸦山、红花岗等制高点。
28日，吴奇伟在遵义南郊忠字铺遇到王家烈，确定以第59师553、558团和第93师一个团为主攻，吴奇伟亲率、经桃溪寺向老鸦山、红花岗进攻；黔军只剩第8团、第9团，作为助攻部队向北攻击，配合59师行动。第93师主力和59师555团作为预备队。于此同时红军部署，以红三军团固守老鸦山、红花岗，红一军团实施迂回直攻吴奇伟指挥部忠字铺，其余部分采用运动防御，将中央军引入遵义城聚歼。28日早晨，红三军团第11团（团长邓国清、政委张爱萍）成功抢占红花岗，吴奇伟部59师师长董万和率部进攻，但迟迟无法攻占。同日下午，国军59师转向红10团（团长张宗逊、政委黄克诚）据守的老鸦山，双方爆发拉锯战，张宗逊负伤、参谋长钟伟剑阵亡。下午3时，国军攻占老鸦山，虽然红11团参与反击，但因兵力不足无法成功:95。老鸦山失守威胁红军及遵义整体防线，中革军委将军委干部团（团长陈赓、政委宋任穷）调归红三军团，彭德怀以军委干部团为主攻，红11团、10团配合，成功夺回老鸦山阵地。与此同时，两侧出击的红12、13团也顺利进入国军部署纵深。与此同时，红一军团顺利进行迂回作战，迅速击溃水师坝的黔军防线，并直攻忠字铺的吴奇伟指挥部:361。
吴奇伟随后下达全线撤退命令，向乌江方向撤退；王家烈则率部撤往新场。红一军团第2师开始追击，并抢先占领懒板凳，主力则向乌江北岸前进，吴奇伟惧怕被俘，在过江后下令砍掉浮桥，促使尚未过江的中央军一千余人及大批辎重被红军全部俘获:96。第59师、93师被迫自救转入防御。此时中央红军发起总攻，93师大部、59师一部被灭，其余中央军溃散，小部撤退至乌江南岸。此役为红军在长征以来最大的一次胜利。
1935年3月2日，蒋介石飞往重庆，向各部发出“凡我驻川黔各军，概由委员长统一指挥。如无本委员长命令，不得擅自进退”的电令，统一指挥黔军、川军、中央军围堵红军。3月4日，中革军委发布《关于设前敌司令部并以朱德为司令员，毛泽东为政治委员的命令》：“为加强和统一作战起见，兹于此次战役特设前敌司令部，委托朱德同志为前敌司令员，毛泽东同志为前敌政治委员，特令遵照。 ”毛泽东取得了自1932年宁都会议后首次公开直接指挥红军的权力，使其从“周恩来同志指挥上的帮助者”的位置，向名符其实的统帅位置过渡。
吴奇伟纵队溃逃的同时，乌江北岸已由刚刚赶到的中央军周浑元纵队驻守。为在川黔建立根据地创造条件，毛泽东主张把下一战的目标定为在运动中消灭周浑元纵队肖致平、谢涛福两师，但几次机动诱敌不成。周浑元奉蒋介石的命令，以3个师在鲁班场构筑工事死守。于是军委决定主力部队至鸭溪、白腊坎一带休整。3月10日，军委纵队进驻苟坝。前敌司令部和军委机关驻扎在苟坝村一个名叫新房子的庄子里。3月10日凌晨，红一军团林彪、聂荣臻致电朱德，建议进攻王家烈残部所在的打鼓新场：

“（万急）朱主席 ：关于目前的行动，建议野战军应向打鼓新场、三重堰前进，消灭西安寨、新场、三重堰之敌，方法如下：

1.以三军团之两个团经安底、儿母洞向三重堰前进，以三日行程赶到，切断三重堰到西安寨地域之敌退黔西之路。

2.三军团另两个团及一军团之两个团明日协同消灭西安寨之敌。一军团之两个团明日经洪关坝，十三时到达泮水，断西安寨退新场之路；三军团之两个团经波罗海到西安寨，于14时到达西安寨（西安寨到泮水十五里）。十一日此一、三军团到达打鼓新场。

3.一军团主力四个团经永安寺、无马口、岩孔于十一日到达打鼓新场附近攻击，干部团明日佯攻周敌。

4.五军团为总预备队，明日由原地出发向打鼓新场前进，限十一日到达。

5.九军团任务仍旧。

                                                                                      林、聂   

十日一时”

朱德赞同林彪这个作战意见。但毛泽东以现有的情报：黔军、滇军已向打鼓新场集结、蒋介石认为打鼓新场是“共军西窜必经之地”而反对红军强攻打鼓新场。3月10日白天，张闻天在苟坝新房子主持召开了近20人参加的中共中央政治局会议，讨论是否攻打打鼓新场这一问题。出席会议的人绝大多同意进攻打鼓新场。只有毛泽东一人反对。毛泽东认为打打鼓新场的黔军王家烈部，正中蒋介石消耗掉王家烈实力、吞并贵州的打算，根本调动不了蒋介石的主力。毛泽东在会上说：你们要我当前敌总指挥，又不听我的！既然如此，我就不干了！提出辞职。王稼祥说 ：少数服从多数，不干就不干。毛泽东随即退出会议。经过表决，会议通过了攻打打鼓新场的决定，并作出撤销毛泽东前敌司令部政委的决定，由彭德怀暂代。
会后，毛泽东担心此战将会使红军覆灭在打鼓新场，连夜找到周恩来，说服周恩来暂时晚一点，并力陈进攻打鼓新场的利害关系。周恩来此时又收到情报：“黔军犹旅由西安寨退泮水，向新场前进，滇军鲁旅由黔西也向新场前进，滇军安旅、龚旅跟进……”“红军如进攻新场，周敌与川敌有向红军侧背夹击之势……”红军如果进攻打鼓新场，附近不仅有中央军的周浑元和吴奇伟纵队，还有滇军孙渡纵队和川军郭勋祺纵队，以及固守打鼓新场的黔军王家烈纵队。红军将面临五个纵队的夹击。
3月11日早，中央政治局再次召开会议，接受了毛泽东与周恩来撤销攻打打鼓新场的建议，并恢复了毛泽东的前敌司令部政委职务。会后，中央军委发出《关于不进攻新场的指令》，部队集中于平家寨、枫香坝、花苗田地域，以便寻求新的机动。此次连续两天召开政治局全体会议讨论作战部署并做出180度大反转的决定，使得毛泽东向张闻天、周恩来提出：战场情况瞬息万变，“不能像过去那么多人集体指挥”，不能处处“搞少数服从多数”的党内民主军事决策，指挥作战，权力必须高度集中。3月12日，张闻天主持召开的中央政治局苟坝会议，作出决定成立“三人军事指挥小组”：毛泽东、周恩来、王稼祥）总负责军事，名单排列以毛泽东为首，表明毛泽东不再是遵义会议确定的“恩来同志军事指挥上的帮助者”，而是成为了红军最高首长。虽然朱德是红军总司令、中革军委主席，但朱德受新“三人团”领导。
1959年4月5日，毛泽东在中共八届七中全会上讲“工作方法”的“多谋善断”时，还以四渡赤水时的这几次政治局会议做出决策的过程为例：“比如苟坝会议，我先还有三票，后头只有一票。我反对打打鼓新场，要到四川绕一个圈，全场都反对我。那个时候我不动摇，我说，要么就听我的，我要求你们听我的，接受我的这个建议。如果你们不听，我服从，没有办法。散会之后，我同恩来讲，我说，不行，危险。他就动摇了。睡了一个晚上，第二天又开会，听了我的了。”

### 三渡赤水
3月14日，三人团命令红军各军团向鲁班场靠近。15日，中央红军各部向鲁班场发动进攻。周浑元纵队遭到攻击后，迅速转为收缩防守，双方展开白刃战。当晚，吴奇伟纵队抵达枫香坝驰援，川军郭勋祺部也抵达两河口，形成对红军的夹击局势。当晚，中革军委下达命令撤出战斗，转向茅台等地转移。经过一天激战，红军付出了亡480多人，伤1000余人，最终以失败告终。由于国军在黔北的部署调配，川南地区再次空虚。3月16日，红军由茅台及其附近地区用浮桥三渡赤水，并任命干部团团长陈赓、政委宋任穷担任全军渡河司令员及政委。红军在渡河后继续向古蔺前进，发现赤水河以西情况比二渡前更为恶化，川军和滇军用近一个月的时间，建立了坚固的防御封锁线。红军只剩一门山炮，无法攻打成功。
红军渡河行动很快被国军侦察飞机发现，蒋介石对红军三渡赤水大感意外，并认定红军仍然在寻机北渡长江。并令中央军周浑元、吴奇伟部北上古蔺；滇军孙渡在毕节、黔军王家烈在金沙以北截击，川军潘文华在叙永防堵。3月19日，红军在镇龙山与川军魏楷部接触，并发动攻击击溃川军，进入两河口地区，此举成功诱导了蒋介石坚信红军北渡长江的意图。

### 四渡赤水

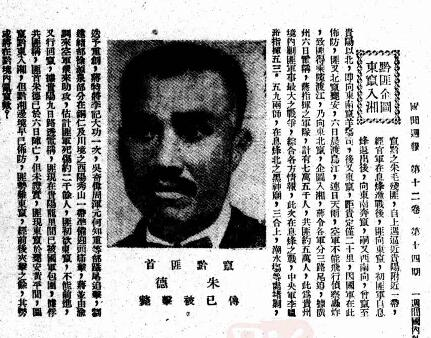
1935年4月的《国闻周报》中记载3月下旬国军在贵州西北对红军围剿细节，并声明朱德可能已被杀；而当时红军主力已经抵贵州云南边界。

与此同时，毛泽东叮嘱总参谋长刘伯承令工兵连（连长王耀南）率人秘密维修二渡赤水的太平渡、二郎滩浮桥。3月20日，当蒋介石发布电令国军各部在川南聚剿红军的命令同时，中革军委下达四渡赤水的命令部署，回师东渡贵州:99。3月21日，红军以一个团伪装主力在铁厂、两河口地区牵制国军，其余部队计划由二郎滩、九溪口、太平渡东渡赤水，史称“四渡赤水”:296。
红军在进入黔北后，向遵义怀仁之间急行军。蒋介石判断红军计划重攻遵义，计划再次围剿。3月24日，蒋介石自贵州战局紧张，亲自到贵阳指挥，陈诚、晏道刚随同前往。同日红军主力穿越遵义、怀仁大道，并继续隐蔽南下。与此同时，毛泽东、朱德命令红九军团伪装主力，进军习水等地，牵制中央军六个师误以为红军主力计划去湘西与红二、红六军团汇合，在黔北不断转移。3月28日，红军主力进入乌江北部；3月29日，红一师第3团夺取乌江渡口，随后红军主力分别在3月30日至31日，南渡乌江:297，进入息烽西北的黄冈、牛场等地，将国军主力甩到乌江以北，并跳出国军包围圈。负责掩护红军主力的红九军团部队由于渡口被阻断，被迫独立行动:100。
4月2日，红军佯攻贵阳正北的息烽，主力进至扎佐、狗场地区，直接威胁贵阳机场，直逼蒋介石行营贵阳，而当时贵阳附近守军只有郭思演部第九十九师的四个团。蒋介石为安全计飞离贵阳，并调令位于大定的滇军孙渡等部火速驰援贵阳，孙渡部队急行军（4天400多里）赶到贵阳固守机场。滇军主力的完全东调为红军找到了突破国军防线的机会。4月8日，红军突然南进，从贵阳、龙里间跳出国军包围圈。
之后几天，红军主力调转西南，以每天急行军120里（60公里），15日渡过北盘江，并相继攻克贞丰、龙安、兴仁、兴义等城。23日攻下贵州盘县，并于24日，红军分三路，一军团经曲靖，三军团经平彝，军委纵队经益肠营进入云南。

## 结果

红军四渡赤水战役旧址

国民党方面。中央红军离开贵州前，蒋介石正式免去王家烈的贵州省政府主席和第二十五军军长的职务，4月16日将其送到南京去军事参议院中将参议闲坐。而贵州军政则完全进入蒋介石的直接控制之下。
四渡赤水是毛泽东复出后，第一次指挥的大型战役，并获得了第五次反围剿失败后的首次胜利，毛泽东使一度危在旦夕的中国共产党暂时摆脱危机，毛泽东的领导地位和军事才华得到了中共领导层以及基层官兵的一致肯定。红军从此跳出了蒋介石百万大军的包围圈，暂时摆脱了被围歼的危险，长征进入了在艰难的自然环境中，长途行军的阶段。对于基层红军士兵和军官来说，四渡赤水之后，毛泽东提出了明确的行军方向，以及最终的战略目标，而不再像李德指挥时期，红军屡战屡败，损失惨重的同时，基层官兵却不知道最终行军的终点，也不知道大规模转移最终要实现的战略目的为何。四渡赤水之后，最终战略目标的确定，暂时摆脱国军的围追堵截，再加上红军获得了几场战役的胜利，军心士气得到明显提高。1960年5月27日晚，毛泽东在上海接见英国陆军元帅蒙哥马利，蒙哥马利赞叹毛泽东在三大战役中的战略指挥，而毛泽东则笑称“四渡赤水才是我的得意之笔”。

## 文艺作品
- 《四渡赤水出奇兵》 - 《长征组歌》中的第四首
- 《四渡赤水》 - 1982年八一电影制片厂电影
- 《四渡赤水》 - 2014年7月1日中央电视台少儿频道動畫
- 《伟大的转折》，2019年的一部电视剧

## 相关
- 四渡赤水遗址
- 红军四渡赤水战役旧址